# Chayaphon Moonsri
Chayaphon Moonsuree (thailändisch ชยพล มูลศรี, Chai-Phon Mun-Sri), früher: Seansuree Moonsuree – แสงสุรีย์ มูลศรี (Saensuri Mun-Sri), Ringname Wanheng Menayothin วันเฮง มีนะโยธิน (Wanheng Minayothin) bzw. Wanheng Kaiyanghadaogym (* 27. Oktober 1985 in der Provinz Maha Sarakham, Nordost-Thailand) ist ein thailändischer Profiboxer und ehemaliger Weltmeister des Verbandes WBC im Strohgewicht bzw. Minimumgewicht.

## Profikarriere
Er gewann im März 2007 in seinem erst dritten Kampf den WBC-Jugendweltmeistertitel und konnte diesen achtmal verteidigen. Nach insgesamt 35 Siegen in Folge konnte er am 6. November 2014 um den WBC-Weltmeistergürtel boxen und besiegte dabei den mexikanischen Titelträger Oswaldo Novoa. Im Anschluss gewann er 18 weitere Kämpfe, darunter 12 Titelverteidigungen, wobei er auch zweimal gegen Tatsuya Fukuhara siegte. Mit inzwischen 54 Siegen in Folge übertraf er dabei auch die bisherige Rekordmarke von Floyd Mayweather Jr. (50 Siege).
Am 27. November 2020 verlor er den Titel dann durch eine Punktniederlage an seinen Landsmann Panya Pradabsri und verlor auch den Rückkampf am 29. März 2022 nach Punkten. Am 20. Juli 2022 unterlag er zudem nach Punkten gegen seinen Landsmann Thammanoon Niyomtrong und bestritt seitdem keinen Kampf mehr.